# 惠州市第一中学
惠州市第一中学，简称惠州一中。前身为1929年11月21日创办的惠阳县立第一中学，1949年10月15日，由惠阳县立第一中学与私立持平中学、文明中学、惠阳私立梌山初级中学合并为惠州联合中学，并迁址至私立持平中学校址、即今广东省惠州市惠城区南坛路28号所在。其后校名几经更改，先后称惠阳县立第一中学、惠阳第一中学、惠阳第一初级中学和惠州中学，1965年改现名至今。1978年定为广东省重点中学，1994年被评为广东省一级学校。2004年9月位于惠州市惠城区金山湖的新校区建成后，惠州一中高中部迁至该区，原校区改为初中部，故惠州一中在此后分立为金山湖校区（高中部）和南湖校区（初中部），此后又分别透过托管惠州市第九中学、惠州市田家炳中学及惠州市惠港中学之方式设立下埔校区、田家炳校区及惠港校区。
惠州一中设有“李元经奖学金”、“香港旭日集团品行优秀奖学金”、“大洋集团奖教奖学金”和“陈正义扶贫助教助学金”四种奖教奖学基金。
该校校训：砺志、善学、创新。

## 校区及分校

### 南湖校区

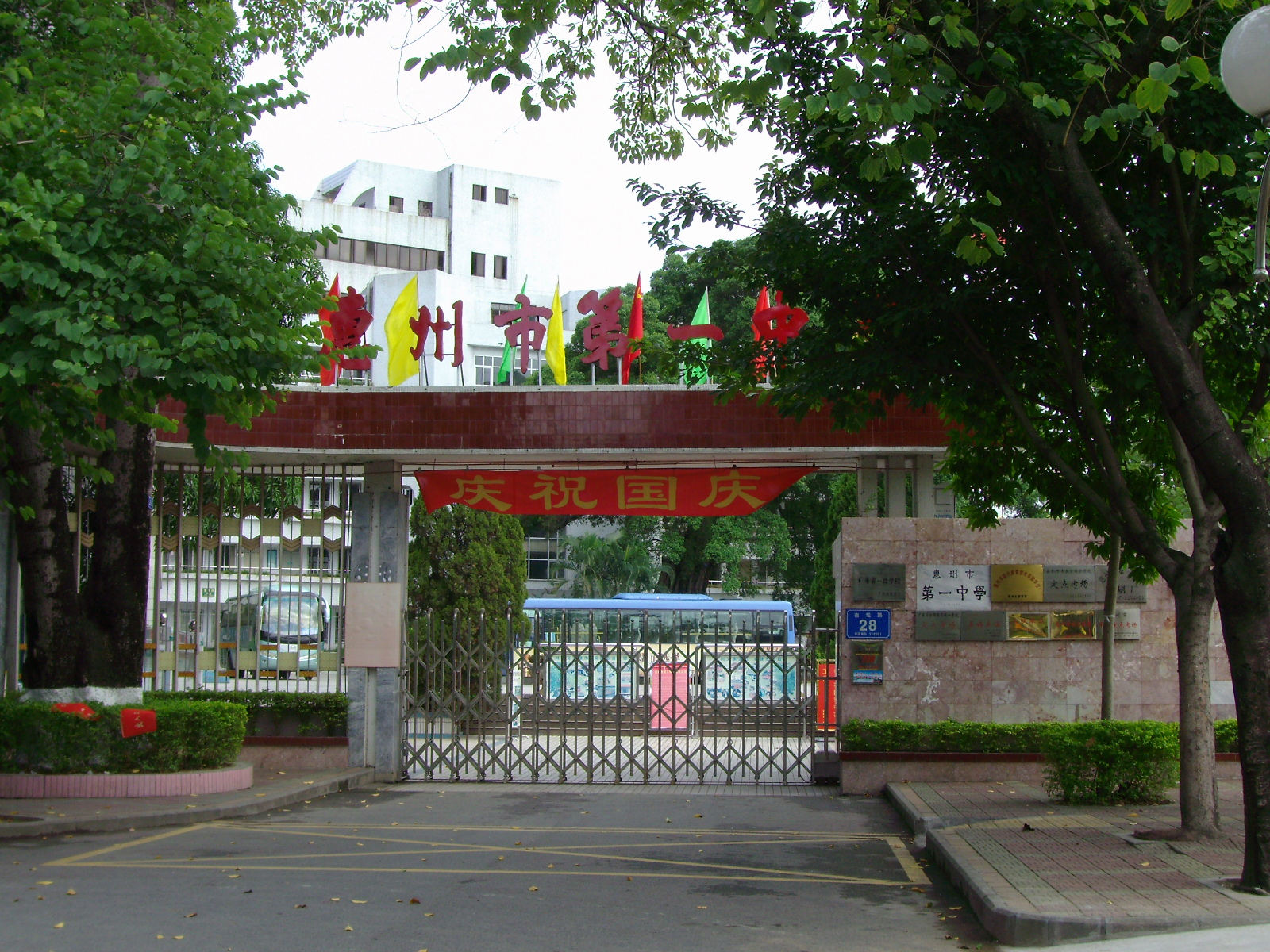
惠州一中南湖校区

惠州一中南湖校区为该校初中部所在。惠州一中曾一度停办初中，2001年9月惠州一中和深圳市东升教育集团合作创办惠州市第一中学南山学校，以附属学校的形式变相成为惠州一中的初中部，部分曾经在惠州一中初中部工作的教师大部分都到南山学校教书。但2004年高中部从南湖校区迁至东江学府校区后，惠州一中中断了和东升教育集团的合作重新建立初中部，原先在南山学校的一中教师也回到惠州一中初中部。
惠州一中南湖校区位于南坛路28号，学校操场对开既是惠州西湖之一的南湖。学校占地60000多平方米，由两栋教学楼、科学楼、办公楼、图书馆、体育馆和宿舍楼组成，并有生物园等教学园林。校区后门还有几栋教师宿舍。其中体育馆一层为食堂和惠州一中印刷厂。而校区最突出的景色是校园中心具有300多年历史的古榕树。

### 金山湖校区

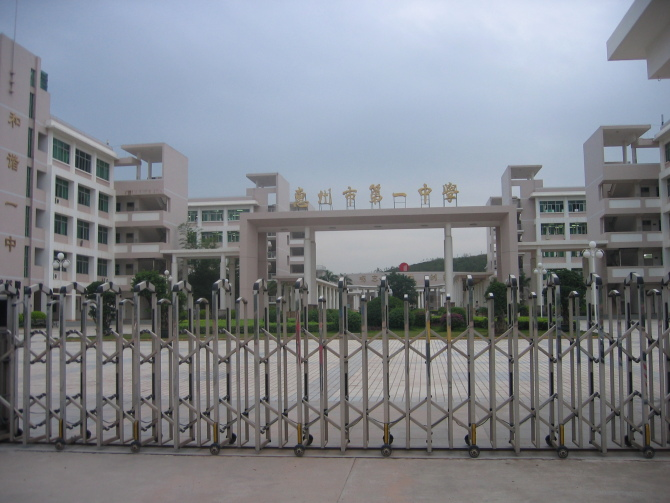
惠州一中东江学府校区

惠州一中金山湖校区是该校高中部所在，2004年建成，同年该校高中部从南湖校区迁于此。校区建筑面积76000平方米，分为教学区、运动区和生活区。
由于该校区位于惠州市郊区，因此学校强制要求学生在校住宿，但也有学生在学校附近合租。

### 惠港校区
惠州市第一中学惠港校区是2022年8月9日惠州市教育局披露的惠州一中两个新校区之一，是透过托管惠州市惠港中学的方式成立。2022年8月28日，该校区正式投入运作。

### 田家炳校区（原田家炳分校、江北分校）
惠州市第一中学江北分校简称惠州一中江北分校，是惠州一中于1997年在江北文华二路88号开办的一所完全自有的公立中学，初时由惠州一中副校长兼任校长一职。2001年11月7日接受田家炳基金会捐资300万元资助兴建学校综合大楼，2005年12月15日正式更名为“惠州市田家炳中学”，脱离惠州一中。惠州一中教育集团成立后，该校成为其创始成员之一。
2022年8月9日，惠州市教育局发布消息，宣布惠州市第一中学将托管惠州市田家炳中学，命名为“惠州市第一中学田家炳校区”，标志着该校再度回归惠州一中。2022年8月28日，该校区正式投入运作。

### 惠州一中教育集团
惠州一中教育集团为惠州市第一个教育集团，于2018年4月21日成立，初始成员包括惠州市第四中学、惠州市田家炳中学。现时除以上学校及校区外，该教育集团的成员校还包含惠州市正弘实验学校（原惠州一中实验学校）、惠东县综合实验学校（原惠东县惠州一中双语国际学校）、博罗县启正学校（原惠州一中博罗启正学校）、惠州仲恺中学、惠州大亚湾经济技术开发区第一中学等。

### 过往校区及分校

#### 惠州市第一中学南山学校
惠州市第一中学南山学校是惠州一中和深圳东升教育集团于2001年9月合办的民办公助学校，创校第一年因学校建筑没有建成故暂借惠州一中南湖校区的教室和教学设施进行教学工作，同时该时期学校的名称为惠州市第一中学附属学校，2002年9月改为惠州市第一中学南山学校。
此学校是因惠州一中停办初中部而衍生出来的，当时是由深圳方面提供资金，惠州一中方面提供师资，因此当时有很多学生慕名报读该校。2004年惠州市政府允许惠州一中重新开办初中部，惠州一中取消与深圳方面的合作，把南山学校所有本身一中的老师全部调回本部，因而自2004年9月起改名为现在的惠州市南山学校，变为完全民办学校。

## 入学
惠州一中初中部入学依照初中按区入学的方式入学，即学生户口在政府划定惠州一中初中部招生范围内的学生即可入读。
而高中部多以当地中考成绩划定分数线进行录取，但也有部分没有达到录取分数线的学生是通过走后门或者以学生分数与录取分数线的差值计算价钱买进入读，这一类学生多半被分在一个班中。此类学生已于2015年起停招。
而2001年惠州一中和东升教育集团创办的惠州一中南山学校时也曾许诺凡入读该校中考在全级排名前100名者可保入惠州一中高中部。
由于该校区部分建设得到附近楼盘东江学府开发商的支持，因此在东江学府校区建成之初，东江学府曾以购买该楼盘换取入读惠州一中的机会。东江学府2期建成后仍使用这一促销方案。通過上述渠道入學的學生往往組成單獨的班級，此種班級通常被稱為「學府班」。「學府班」制度已由2016年秋季招生始停止實行。

## 校歌
惠阳县立一中时期首任校长叶史村曾作《惠阳县立第一中学校歌》歌词，由孙慎谱曲。

现在的惠州一中的校歌为《理想从这里起飞》，李冠理、丘金贝作词，毕践新、黄泽顺作曲。

## 历任校长

### 合并前
- 叶史村：惠阳县立第一中学校长（1929年-1940年）
- 余宗森：惠阳县立第一中学校长（1940年-1946年）
- 陈榕亮：惠阳县立第一中学校长（1946年-1947年）
- 张振强：惠阳县立第一中学校长（1947年-1949年）
- 戴德芬：梌山中学校长（1929年2月-1933年）
- 黄伯群：梌山中学校长（1934年-？）
- 萧莅青：梌山中学校长（1949年）
- 叶秉樾：私立持平中学校长（1942年8月-1944年7月）
- 曾瑞章：私立持平中学校长（1944年7月-1946年7月）
- 黄育根：私立持平中学校长（1946年7月-1949年10月）
- 罗伟疆：文明中学校长

### 合并后
- 吴朝惠（吴明）：惠州联合中学校长（1949年10月-？）
- 黄立诚：（1951年7月-1954年7月）
- 郑沛和：（？-1956年）
- 叶若舟：惠阳县第一中学、惠州中学党支部书记和校长（1956年-1962年）
- 黎国秋（1961年9月-1961年12月）
- 张冠中：惠州中学、惠州市第一中学校长（1962年7月-1966年7月）
- 陈云光（1966年7月-1969年1月）
- 肖炳南：惠州市第一中学革委会主任（1969年1月-1970年9月）
- 刘良壮：惠州市第—中学革委会主任（1970年9月-1973年1月）
- 张冠中：惠州市第一中学校长（1973年2月-1980年11月）
- 黄学军：惠州市第一中学校长（1980年12月-1987年6月）
- 钟良：惠州市第一中学校长（1987年7月-1995年7月）
- 邓容斌：惠州市第一中学校长（1995年7月-1998年2月）
- 苗理正：惠州市第一中学校长（1998年2月-2001年9月）
- 古昌平：惠州市第一中学校长（2001年9月-2007年8月）
- 雷国富：惠州市第一中学校长（2007年8月-2012年11月7日）
- 练伟平：惠州市第一中学校长（2012年11月7日-2019年7月9日）
- 劉俊華：惠州市第一中學校長（2019年7月9日至今）

## 备注
1. ↑  惠州市第一中学史略[永久]，作者为惠州市一中校庆筹委会，来源自惠城区政府网站
2. 1 2  涂坚. . 惠州日报. 2022-08-12: 6  [2022-08-12].
3. 1 2  蔡雯; 肖树军. 蔡雯 , 编. . 南方都市报·奥一网. 2022-08-28  [2022-09-01]. （原始内容存档于2022-09-01）.
4. ↑  惠州市田家炳中學捐資儀式暨綜合大樓奠基典禮 （页面存档备份，存于），田家炳基金会
5. ↑  廣東省惠州市田家炳中學更名[永久]，田家炳基金会
6. ↑  黄珊; 袁蕴华. . 南方日报 (惠州). 2018-04-23: AⅡ01  [2022-08-12] –南方网.
7. ↑  东江学府购房送惠州市一中学位 （页面存档备份，存于），今日惠州网